# Halkas Gelöbnis
Halkas Gelöbnis (litt. L'Engagement de Halka) est un film muet allemand réalisé par Alfred Halm, sorti en 1918.

## Synopsis
Un comte revient chez lui après une très longue absence. Il découvre alors que sa sœur adoptive est désormais une femme mûre. Il la demande en mariage...

## Fiche technique
- Titre original : Halkas Gelöbnis
- Réalisation : Alfred Halm
- Pays de production :  Allemagne
- Société de production : Berliner Film-Manufaktur GmbH
- Producteur : Friedrich Zelnik
- Format : Noir et blanc - muet
- Date de sortie : 
  - Allemagne : janvier 1918

## Distribution
- Hans Albers : le comte Symon Barinowsky (affectation incertaine)
- Erich Kaiser-Titz	: Dr Piorkowsky
- Rudolf Lettinger : le vieux serviteur Jan (affectation incertaine)
- Lya Mara : Halka